# Donka Madej

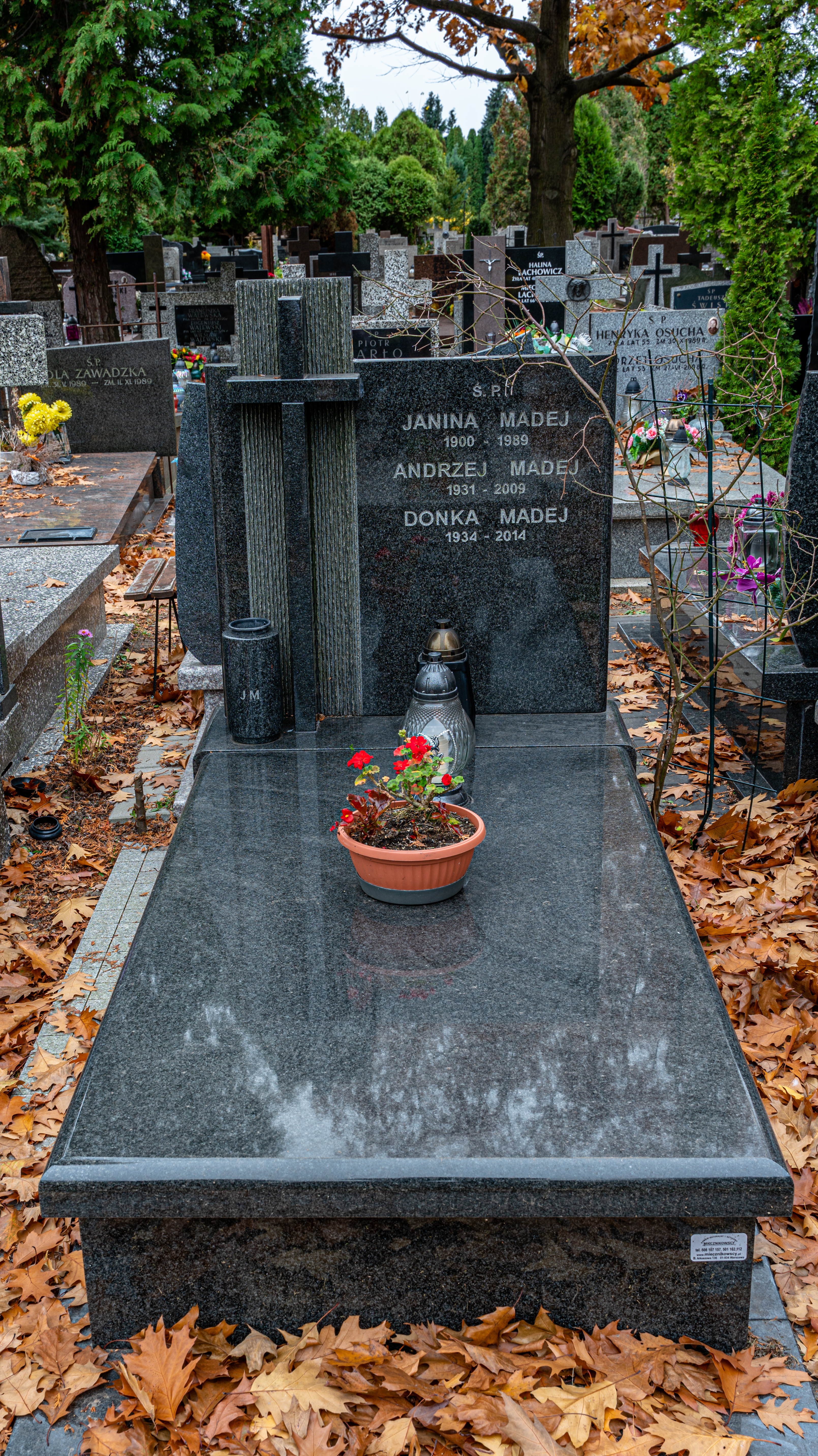
Grób Donki Madej na cmentarzu Komunalnym Północnym w Warszawie

Donka Madej /z domu Szabanowa/ (ur. 25 września 1934 w Sofii, Bułgaria, zm. 3 lutego 2014 w Warszawie) – polska tłumaczka, numerolog pochodzenia bułgarskiego.
Ukończyła studium teatralne w Sofii, ale ponieważ pochodziła z rodziny uznawanej za wrogów klasowych, aby móc pracować w teatrze zmuszona była opuścić Bułgarię. Wyjechała do Polski, gdzie ukończyła studia na Wydziale Reżyserii Państwowej Wyższej Szkole Teatralnej, a następnie pracowała jako sufler, kostiumolog i reżyser pomocniczy w Teatrze Wielkim. Od 1963 należała do Sekcji Autorów Dzieł Literackich Stowarzyszenia Autorów ZAiKS. Poślubiła Andrzeja Madeja, z którym dokonywała tłumaczeń polskich tekstów na bułgarski i z bułgarskiego na polski oraz opracowań dramatycznych sztuk teatralnych. 
Donka Madej razem z Lechem Stefańskim założyła Towarzystwo Psychotroniczne, którego była wiceprezesem. Wykładała w warszawskim Kolegium Psychotronicznym, a następnie w Bałtyckiej Akademii Pedagogicznej. 
Była specjalistką w dziedzinie ezoteryki, a szczególnie numerologią, astrologią i medycyną niekonwencjonalną. Od 1965 współpracowała z Instytutem Sugestologii i Sugestopedii im. Łozanowa w Sofii, a także z Polskim Towarzystwem Radiostetów. Publikowała felietony na łamach czasopisma „Skandale”, które traktowały o astrologii i numerologii.
Spoczywa na Cmentarzu Komunalnym Północnym (kw. W-VI-5, rząd 5, grób 17).